# Ironman
 For alternative betydninger, se Iron Man (flertydig). (Se også artikler, som begynder med Iron Man)
Ironman (på dansk også jernmand) er kendt som "kongedistancen" inden for sportsgrenen triatlon, hvor man skal svømme 3.862 meter (2,4 engelske mil), cykle 180,24 km (112 engelske mil) og løbe 42,195 km (et maratonløb). Navnet opstod efter en konkurrence på Hawaii i 1978. Det er også på Hawaii, at verdensmesterskabet afholdes hvert efterår med udgangspunkt i byen Kona.
Selve navnet Ironman er et varemærke som World Triathlon Corporation har rettighederne til og må kun benyttes af stævner som de arrangerer. Man kan først kalde sig Ironman når man har fuldført alle tre discipliner på under ti timer.
For at fuldføre distancen, fastsættes der dels en samlet tidsgrænse på 15t45m, men også deltidsgrænser for svømning og cykling: Svømmedelen skal være afsluttet senest 2 timer og 20 minutter efter løbsstart, mens cyklingen skal afsluttes senest 10 timer og 30 minutter efter løbsstart.

## Første med Downs syndrom gennemfører en Ironman
Atleten Chris Nikic blev d. 10 November 2020, den første person med Downs Syndrom, til at gennemføre en fuld Ironman. Chris Nikic gennemførte 'The Panama City Beach Ironman' i Florida i tiden 16 timer, 46 minutter og 9 sekunder. Det var 14 minutter inden tidsgrænsen på 17 timer.

## Ironman 70.3 (Halv Ironman)
Et alternativ til det fulde løb er "Ironman 70.3". Grundlæggende det samme løb, men i halve distancer. I Ironman 70.3 er distancerne reduceret til 1.9 km svømning, 90 km cykling og 21.1 km løb (halvmarathon).

## Kendte Ironman triatleter fra Danmark
- Peter Sandvang - Tredobbelt verdensmester (1999, 2000 og 2001)
- Lisbeth Kristensen - Verdens hurtigste Ironman distance debut (2000, 9:08), ITU Verdensmester (2001), ETU Europamester (2004, 2006), ETU Sølv (2003), Vinder Ironman Brazil (2006), Vinder Ironman Western Australia (2006)
- Helle Frederiksen- Verdensmester Langdistance 2018 (Odense)
- Camilla Pedersen
- Torbjørn Sindballe
- Dennis Knudsen
- Rasmus Henning
- Anni Lønstad
- Pernille Svarre
- Susanne Nielsen – Europamester OL distance (1996), VM Langdistance, USA nr.3 (1996), Ironman Roth,nr.2 (1997), Vinder New Zealand Ironman (1999), Verdensmester langdistance,Sverige (1999), Hawaii Ironman,nr. 9,4,7 (1998, 1999, 2000), VM Ironman distance, nr. 3, Danmark (2001)[5]
- Michelle Vesterby - Hawaii Ironman 2012, nr 12 (debut på Hawaii) , Lanzarote Ironman 2012, vinder. Abu Dhabi International Triathlon 2013, nr. 3. Hawaii Ironman 2015 nr. 4.
- Thea Storm Henriksen, - Ved XXXDecaironman i Italien, sept-okt. 2013, gennemførte Thea 11 Ironman på 11 dage i træk. Verdensrekord for kvinder - tiden 174.09.35. Tiden for 10 ironman blev 145.03.20 - også ny verdensrekord. 5 ironman i træk blev ligeledes vundet i ny rekordtid, nemlig 67.44.12.
- Frederik Andersen - Vandt Ironman Texas 2013, deltog i VM på Hawaii 2013.
- Henrik Hyldelund - Vinder af KMD Ironman 70.3 i Aarhus 2014[6] og vinder af KMD Ironman Copenhagen 2014[7]
- Kim Greisen
- Aleksandar Sørensen-Markovic [8][9]
- Patrik Nilsson - Svensk født, bosat i Nykøbing Falster. Vinder af EM med tiden 7:59.[10]

## Ironman konkurrencer i Danmark
- Ironman Copenhagen
- Suunto Hammer Trail Triathlon (offroad)

## Note
1. ↑  McQuaide, Mike (2009), How To Do an Ironman Triathlon, HowToDoThings.com, arkiveret fra originalen 8. oktober 2009, hentet 16. august 2010
2. ↑  Planet Ultra. "Time Limits: All Double Centuries Have Them" (engelsk). Arkiveret fra originalen 30. august 2010. Hentet 2010-08-16.
3. ↑  (9 November, 2020) "Chris skrev historie med inspirerende milepæl: Første person med Downs til at gennemføre en Ironman", https://www.dr.dk/sporten/oevrig/chris-skrev-historie-med-inspirerende-milepael-foerste-person-med-downs-til, Frigaard, Anders & Schmidt Asbjørn, DR Nyheder.
4. ↑  "Arrangementer og definition (engelsk)". Arkiveret fra originalen 25. oktober 2012. Hentet 11. oktober 2009.
5. ↑  "Susanne Nielsen resultater". Arkiveret fra originalen 16. januar 2013. Hentet 2012-10-01.
6. ↑  »Hulk« tog sejren i Aarhus - Sport | stiften.dk
7. ↑  Offer for vanvidsbillist vandt Ironman i København i ny rekord - Sport | www.b.dk
8. ↑  Interview: Aleksandar Sørensen-Markovic exploringthelimits.wordpress.com
9. ↑  Aleksandar Sørensen-Markovic portraitofanathlete.com
10. ↑  Patrik Nilsson fra Nykøbing Falster vinder guld ved EM i Ironman | TV2 ØST

| Sport | Spire Denne artikel om sport er en spire som bør udbygges. Du er velkommen til at hjælpe Wikipedia ved at udvide den. |